# Branky
Branky é uma comuna checa localizada na região de Zlín, distrito de Vsetín.